# Marvin Baudry
Marvin Baudry (Reims, 26 januari 1990) is een Congolees voetballer die bij voorkeur als centrale verdediger speelt. Hij verruilde in 2024 Stade Lavallois voor US Orléans. In 2014 maakte Baudry zijn debuut in het voetbalelftal van Congo-Brazzaville.

## Clubcarrière
Baudry debuteerde op 31 augustus 2011 in het eerste elftal van Amiens SC in de Coupe de la Ligue tegen Montpellier HSC. Op 10 november 2012 maakte hij zijn competitiedebuut in de Championnat National tegen ES Uzès Pont du Gard. Op 24 mei 2013 maakte de centrumverdediger zijn eerste doelpunt voor Amiens tegen SR Colmar. In totaal maakte hij vier doelpunten in 61 competitiewedstrijden voor Amiens. 
Op 7 juni 2015 tekende Baudry een contract voor twee seizoenen met optie op een seizoen extra bij SV Zulte Waregem. Hij speelde meer dan 150 wedstrijden voor de ploeg en won in 2017 de Beker van België.
Na een jaar zonder club vervolgde Baudry zijn carrière in 2021 bij Stade Lavallois in de Championnat National. De club promoveerde het jaar erna naar de Ligue 2 en Baudry bleef een vaste waarde voor het team. Medio 2024 stapte hij over naar US Orléans.

## Interlandcarrière
Baudry debuteerde in 2014 voor Congo-Brazzaville. In 2015 speelde hij vier wedstrijden op de Afrika Cup 2015.